# Erik Raeburn
Erik Raeburn (Warren, 20 giugno 1971) è un allenatore di football americano statunitense.
Dopo aver giocato per una squadra universitaria statunitense diventa allenatore di squadre di college, ottenendo nel 2011 il ruolo di allenatore della linea d'attacco della nazionale statunitense.
Suo zio è Larry Kehres, allenatore indotto nella College Football Hall of Fame.

## Palmarès
- 1 Mondiale (2011)